# Воронежская улица (Санкт-Петербург)
Воро́нежская у́лица — улица в Центральном и Фрунзенском районах Санкт-Петербурга. Проходит от улицы Константина Заслонова до Расстанной улицы.

## История
Первоначально — Средняя улица (с 1798 года). Улица названа так из-за того, что находилась посередине между Боровой улицей и Лиговским каналом. Проходила от улицы Константина Заслонова до Курской улицы.

Современное название дано 7 марта 1858 года по городу Воронежу в ряду улиц, названных по губернским городам Центральной и Средней России.

16 апреля 1887 года продлена от Курской до Расстанной улицы.
Моста между двумя частями улицы никогда не существовало.

## Объекты
- Дом 1 — дом В. Ф. Степанова
- Дом 2А — Клуб «Грибоедов» — открыт в здании бывшего бомбоубежища в 1996 г.[2]
- Дом 3 — бывшее общежитие ткацкой фабрики «Большевичка»
- Дом 5 — бизнес-центр «Призма», здание бывшей ткацкой фабрики «Большевичка» 1870 года постройки
- Дом 7 / ул. Тюшина, 9 — дом купца И. В. Кожевникова 1864 года постройки, с 1894 года здание Товарищества Мануфактур его сына В. И. Кожевникова, с 1928 года управление фабрики «Большевичка», с 1962 года ДК фабрики «Большевичка». Продан в 2022 году[3].
- Дом 42 — институт специальной педагогики и психологии имени Рауля Валленберга
- Дом 79 — Государственная полярная академия
- Дом 104 — поликлиника № 19
- Воронежский сад